# 深圳能源大厦
深圳能源大厦是一栋位于中华人民共和国广东省深圳市福田区的已建摩天大楼。其高度在附近的大樓中并不突出，但起伏的立面，有相當的辨识度。该大厦是深圳能源集团总部，也是深圳CBD的一处地标。由丹麦建筑事务所BIG设计，能源大厦由两座塔楼组成，北楼高约220米，南楼约110米，总建筑面积14.5万平方米，塔楼之间由一条多层连桥连通。

## 建筑结构
深圳能源大厦结构由奥雅纳设计，采用了复杂的建筑形式，建筑表面波纹起伏经过精密的计算，突出大厦的特性。上有盧喬·丰塔納式的“切口”。
两座塔楼在2到9层处之间由30余米长的连桥相连接。连桥内设置餐厅、停车场和宴会厅等。
能源大厦也采用了环保的设计，并获得了美国绿色建筑LEED®金级认证，是未来办公楼设计的新范例。